# Hoplotarache karachiensis
Hoplotarache karachiensis là một loài bướm đêm trong họ Noctuidae.